# 아르헨티나국제방송

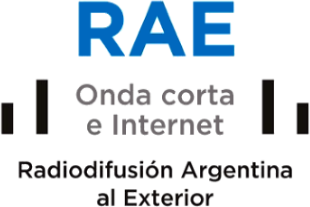

아르헨티나국제방송(스페인어: Radiodifusión Argentina al Exterior International Service of Argentine Radio 약칭 RAE)은 아르헨티나의 국제방송국이다.
1949년 4월 11일에 개국하였으며, 5개 국어로 방송한다.

## 방송 언어
- 영어
- 스페인어
- 프랑스어
- 일본어
- 포르투갈어